# Amélia Rodrigues
Amélia Rodrigues là một đô thị thuộc bang Bahia, Brasil. Đô thị này có diện tích 124,08 km², dân số năm 2007 là 21783 người, mật độ 175,56 người/km².